# San Antonio Corrales, Michoacán de Ocampo
San Antonio Corrales är en ort i Mexiko.   Den ligger i kommunen Charo och delstaten Michoacán de Ocampo, i den södra delen av landet, 200 km väster om huvudstaden Mexico City. San Antonio Corrales ligger 1 879 meter över havet och antalet invånare är 885.
Terrängen runt San Antonio Corrales är platt norrut, men söderut är den kuperad. Runt San Antonio Corrales är det ganska tätbefolkat, med 86 invånare per kvadratkilometer. Närmaste större samhälle är Morelia, 16,7 km sydväst om San Antonio Corrales. I omgivningarna runt San Antonio Corrales växer huvudsakligen savannskog.